# Thomas Cornish
Thomas Cornish (Sydney, 15 febbraio 2000) è un pistard australiano, vincitore del titolo mondiale 2022 di velocità a squadre.

## Palmarès

### Pista
- 2016

Campionati oceaniani, Velocità a squadre Junior (con Kai Chapman e Julian Krohn)
- 2017

Campionati oceaniani, Keirin Junior
Campionati oceaniani, Chilometro a cronometro Junior
Campionati oceaniani, Velocità a squadre Junior (con Brodie Aamodt e Leigh Hoffman)
- 2018

Campionati oceaniani, Chilometro a cronometro Junior
Campionati oceaniani, Velocità a squadre Junior (con Brodie Aamodt e Leigh Hoffman)
Campionati del mondo, Chilometro a cronometro Junior
- 2019

Campionati australiani, Chilometro a cronometro
Festival of Speed, Chilometro a cronometro
- 2020

Campionati australiani, Chilometro a cronometro
- 2021

Campionati australiani, Chilometro a cronometro
Campionati australiani, Velocità a squadre (con Charles Hofman e John Trovas)
Tasmania Carnivals - Burnie, Keirin
- 2022

Campionati oceaniani, Chilometro a cronometro
Campionati oceaniani, Velocità a squadre (con Matthew Richardson e Matthew Glaetzer)
1ª prova Coppa delle Nazioni, Velocità a squadre (Glasgow, con Matthew Richardson e Leigh Hoffman)
Campionati del mondo, Velocità a squadre (con Leigh Hoffman, Matthew Glaetzer e Matthew Richardson)
- 2023

Adelaide Track League, Velocità
Coppa delle Nazioni, Velocità a squadre (Jakarta, con Matthew Richardson e Leigh Hoffman)
Austral, Keirin
- 2024

Coppa delle Nazioni, Velocità a squadre (Adelaide, con Matthew Richardson, Matthew Glaetzer e Leigh Hoffman)
Campionati oceaniani, Chilometro a cronometro
Coppa delle Nazioni, Velocità a squadre (Hong Kong, con Matthew Richardson, Matthew Glaetzer e Leigh Hoffman)
- 2025

Campionati oceaniani, Chilometro a cronometro
Campionati oceaniani, Velocità a squadre (con Ryan Elliott e Leigh Hoffman)

## Piazzamenti

### Competizioni mondiali
- Campionati del mondo su pista

Aigle 2018 - Keirin Junior: 13º
Aigle 2018 - Velocità Junior: 2º
Aigle 2018 - Chilometro a cronometro Junior: vincitore
Berlino 2020 - Velocità a squadre: 3º
Saint-Quentin-en-Yvelines 2022 - Velocità a squadre: vincitore
Saint-Quentin-en-Yvelines 2022 - Keirin: 19º
Saint-Quentin-en-Yvelines 2022 - Velocità: 9º
Glasgow 2023 - Velocità: 8º
Glasgow 2023 - Keirin: 10º
Glasgow 2023 - Velocità a squadre: 2º
Glasgow 2023 - Chilometro: 3º
Ballerup 2024 - Keirin: 13º
Ballerup 2024 - Chilometro: 6º
Ballerup 2024 - Velocità a squadre: 2º